# 1759
Het jaar 1759 is het 59e jaar in de 18e eeuw volgens de christelijke jaartelling.

## Gebeurtenissen
januari
- 15 - Opening van het British Museum, het oudste openbare museum ter wereld.

mei
- 28 - Joannes Henricus van Frankenberg wordt benoemd tot aartsbisschop van Mechelen.

augustus
- 1 - Slag bij Minden - Ferdinand, zoon van de hertog van Brunswijk, verslaat in de Zevenjarige Oorlog de Fransen.
- 1 - Slag bij Hochkirch: Een Oostenrijkse overmacht verslaat het Pruisische leger van Frederik de Grote.
- 10 Koning Ferdinand VI van Spanje sterft en wordt opgevolgd door zijn broer Karel III, koning van Napels en Sicilië.

september
- 13 tot 18 - Slag om Quebec. De jonge Engelse officier James Wolfe verslaat het Franse leger in de Franse en Indiaanse Oorlog.

oktober
- 6 - Koning Karel van Napels en Sicilië, die ook koning van Spanje is geworden, doet afstand van zijn Italiaanse bezittingen die krachtens internationale verdragen niet met Spanje in één hand mogen zijn. Markies Bernardo Tanucci wordt regent voor de 8-jarige prins Ferdinand.

november
- 24 De militaire versterking door gouverneur-generaal Jacob Mossel naar Bengalen gestuurd, wordt door de East-India Company uitgeschakeld. De handelspost van de VOC moet het daarna juist doen met een kleinere bezetting.

zonder datum
- Na 1000 jaar verovert het China van de Mantsjoes opnieuw Oost-Turkestan (Sinkiang). Het blijkt echter moeilijk de provincie te pacificeren.
- Guinness voor het eerst gebrouwen in Dublin.

## Muziek
- Joseph Haydn componeert zijn Symfonie nr. 1.

## Bouwkunst

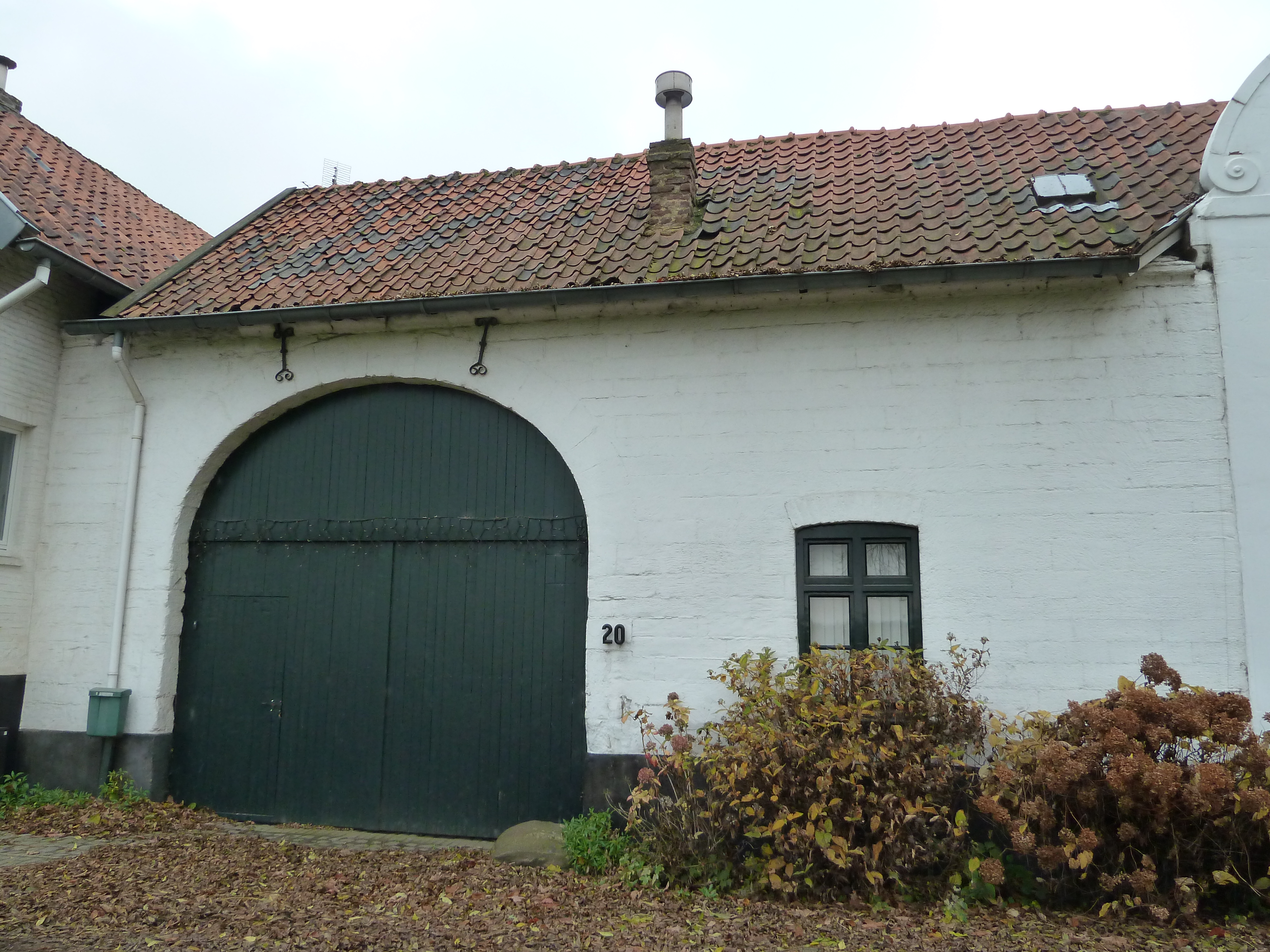
Woning, Hulsberg (1759)

## Geboren
januari
- 31 - François Devienne, Frans componist, fluitist en fagottist (overleden 1803)

maart
- 9 - Charles-Louis Huguet de Sémonville, Frans diplomaat en politicus tijdens de Bataafse periode (overleden 1839)

april
- 27 - Mary Wollstonecraft, Engels schrijfster en feministe (overleden 1797)

mei
- 15 - Maria Theresia von Paradis, Oostenrijks componiste en musiciste (overleden 1824)
- 28 - William Pitt de Jongere, Brits politicus; premier 1783-1801 en 1804-1806 (overleden 1806)

augustus
- 16 - Carl Frederic von Breda, Zweeds kunstschilder (overleden 1818)
- 24 - William Wilberforce, Engels parlementariër en anti-slavernij-activist (overleden 1833)

oktober
- 25 - William Wyndham Grenville, Brits politicus; premier 1806-1807 (overleden 1834)

november
- 10 - Friedrich Schiller, Duits schrijver (overleden 1805)
- 27 - František Vincenc Kramář, Moravisch componist, muziekpedagoog, kapelmeester en organist (overleden 1831)

onbekend
- Raphaël de Monachis, Egyptisch wetenschapper (overleden 1831)

## Overleden
januari
- 12 - Prinses Anna van Hannover (49), weduwe van stadhouder Willem IV

maart
- 26 - Jan Wandelaar (68), Nederlands kunstschilder, graveur en etser

april
- 14 - Georg Friedrich Händel (74), Duits/Engels componist en dirigent

juni
- 12 - William Collins (37), Engels dichter

augustus
- 8 - Carl Heinrich Graun (55), Duits componist